# Proctacanthus milbertii
Proctacanthus milbertii är en tvåvingeart som beskrevs av Macquart 1838. Proctacanthus milbertii ingår i släktet Proctacanthus och familjen rovflugor. Inga underarter finns listade i Catalogue of Life.